# Palacete Vieira da Silva
O Palacete Vieira da Silva localiza-se na freguesia de Estremoz (Santa Maria e Santo André), no Município de Estremoz, Distrito de Évora, Portugal.
Foi mandado construir pelo médico João Lopes Nunes Vieira da Silva casado com Elisa Carmen Reynolds Graça Zagallo, na primeira década do século XX, tendo sido utilizado pelo próprio como residência familiar. Foi o primeiro edifício a ser construído na Avenida da Estação na cidade de Estremoz.
É um edifício de arquitectura do estilo Arte Nova, revelando-se nas ferrarias, azulejaria de motivos naturalistas e na decoração das janelas e portas.

## Galeria de imagens

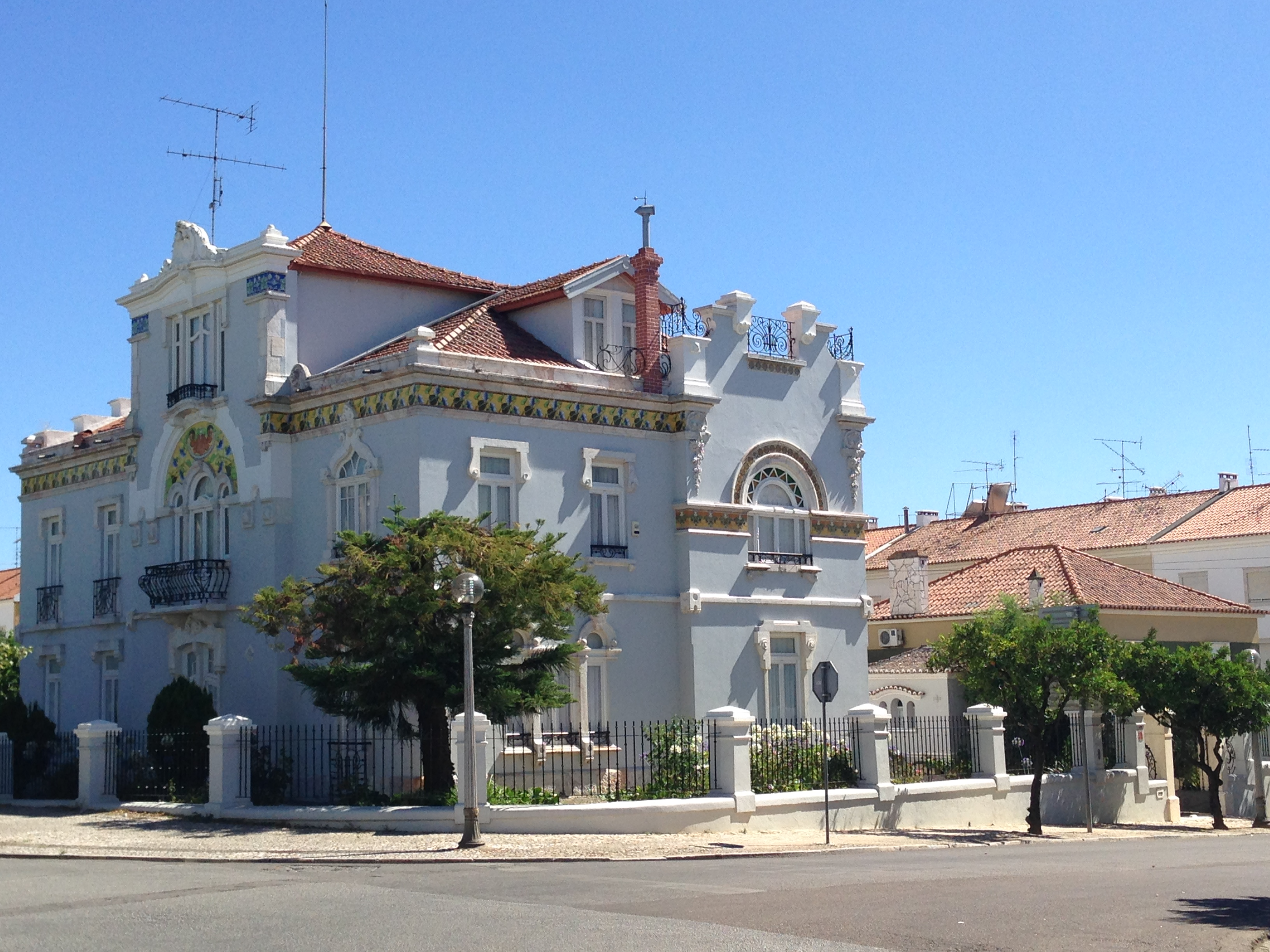
Palacete Vieira da Silva: vista a partir da Av.ª da Estação.

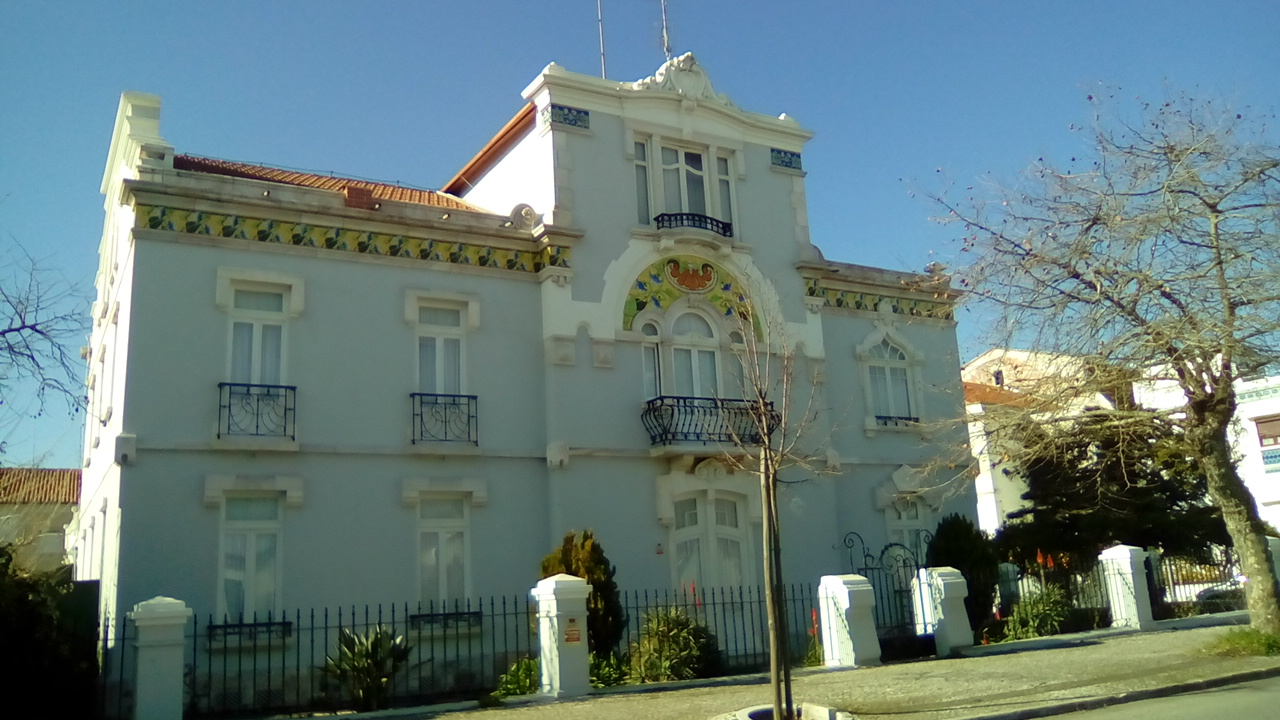
Palacete Vieira da Silva: vista a partir da Avª da Estação.